# Michael Gibson (rugbista)
Michael Edward Gibson (Dublino, 3 marzo 1954) è un ex rugbista a 15 irlandese, il cui ruolo era di terza linea centro.

## Biografia
Michael Gibson iniziò a praticare rugby nel 1966 al St. Andrew's College, scuola superiore cattolica di Dublino, in cui rimase fino al 1972.
Frequentò gli studi universitari al Trinity College, nella cui squadra di rugby militò e successivamente passò al Lansdowne, squadra dalla quale spiccò il salto verso la Nazionale irlandese, nella quale esordì nel 1979 contro la Francia.
Dipendente della Guinness, militò successivamente nel Cork Constitution seguendo i trasferimenti per lavoro, e infine, quando fu mandato in Inghilterra, ai London Irish, di cui divenne vicecapitano alla sua prima stagione (1985-86) e capitano dalla stagione successiva.
Disputò il suo ultimo incontro internazionale durante il Cinque Nazioni 1988 contro l'Inghilterra e continuò a giocare nei London Irish fino al 1991; fu anche invitato nei Barbarians e rappresentò le province rugbistiche di Leinster e Munster.
In seguito ha ricoperto anche l'incarico di presidente del London Irish e si è dedicato saltuariamente all'allenamento delle rappresentative giovanili dello stesso club.